# La Escondida, Durango
La Escondida är en ort i Mexiko.   Den ligger i kommunen Pueblo Nuevo och delstaten Durango, i den centrala delen av landet, 800 km nordväst om huvudstaden Mexico City. La Escondida ligger 1 492 meter över havet och antalet invånare är 453.
Terrängen runt La Escondida är bergig åt nordost, men åt sydväst är den kuperad. La Escondida ligger uppe på en höjd. Runt La Escondida är det mycket glesbefolkat, med 6 invånare per kvadratkilometer. Närmaste större samhälle är Mesa de San Pedro, 5,8 km öster om La Escondida. I omgivningarna runt La Escondida växer huvudsakligen savannskog.